# Feliks Jakubowski
Feliks Jakubowski (ur. 20 października 1909 w Mogielnicy, zm. 14 kwietnia 1940 w Katyniu) – nauczyciel i kierownik szkoły powszechnej w Łosince, podporucznik Wojska Polskiego, uczestnik kampanii wrześniowej, ofiara zbrodni katyńskiej. 

## Życiorys
Urodził się 20 października 1909 roku w Mogielnicy, w ówczesnej guberni warszawskiej, w rodzinie z korzeniami szlacheckimi, jako syn Adama i Anny z Krulskich. Ukończył seminarium nauczycielskie w Mogielnicy i Szkołę Podchorążych Rezerwy Piechoty w Śremie (1932). Stopień podporucznika otrzymał z dniem 1 stycznia 1935 roku. Pracował jako nauczyciel i kierownik szkoły w Łosince. W 1939 roku został zmobilizowany do wojska i dostał się do niewoli sowieckiej. Przebywał w obozie jenieckim w Kozielsku. Dnia 13 kwietnia 1940 roku znalazł się na liście katyńskiej. Jego zwłoki nigdy nie zostały znalezione.

## Życie prywatne
Był żonaty z Michaliną Ćwiąkałą, z którą miał syna Zbigniewa (ur. 1934).

## Upamiętnienie
W ramach programu edukacyjnego „Katyń… ocalić od zapomnienia”, 17 września 2010 roku na terenie Szkoły Podstawowej im. ks. Idziego Radziszewskiego w Bratoszewicach posadzono Dąb Pamięci poświęcony jego osobie.